# Molophilus (Molophilus) duckhousei
Molophilus (Molophilus) duckhousei is een tweevleugelige uit de familie steltmuggen (Limoniidae). De soort komt voor in het Australaziatisch gebied.